# Anna Bertha Königsegg

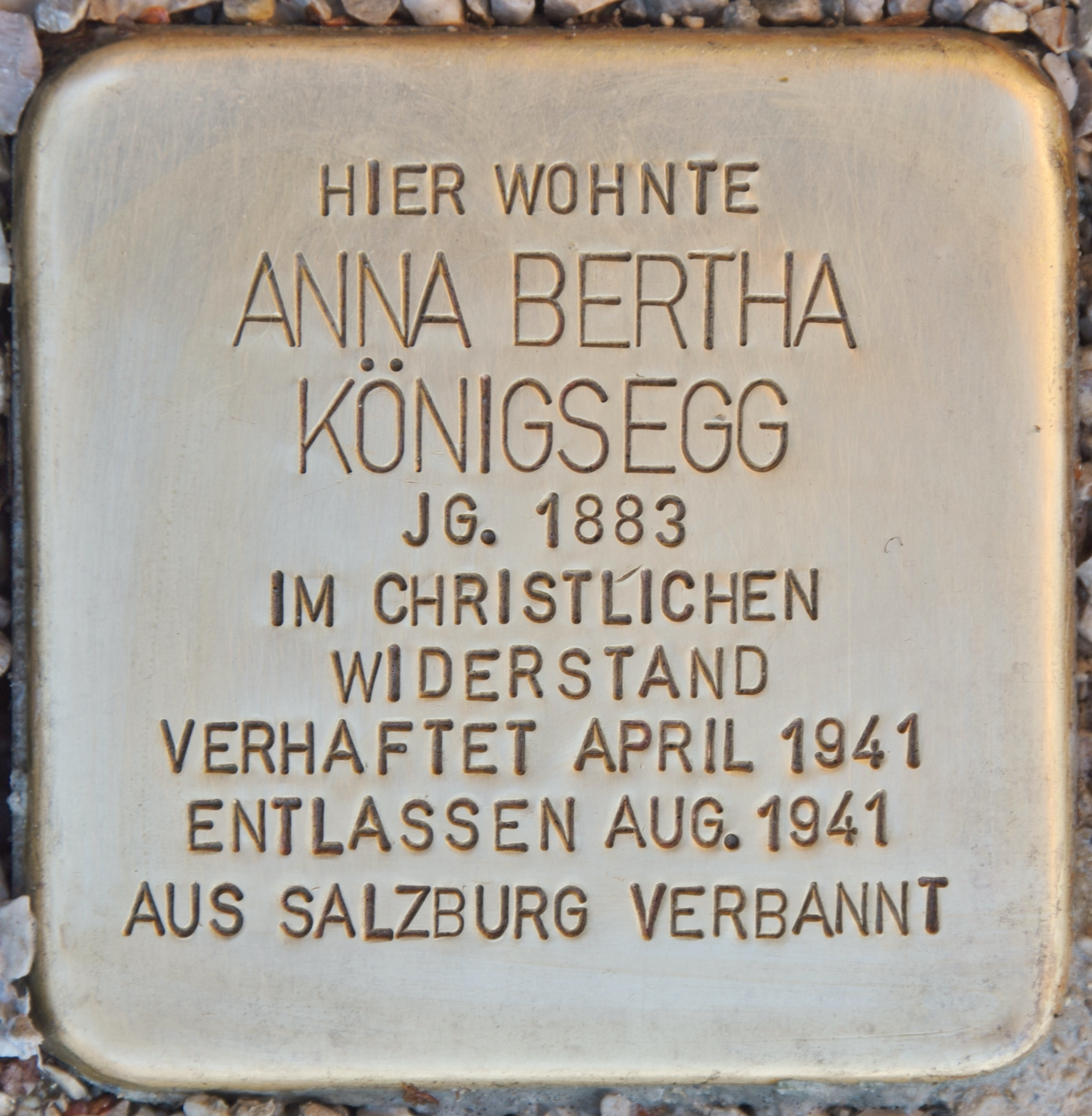
Stolperstein Anna Bertha Königsegg

Anna Bertha Königsegg, geborene Anna Bertha Gräfin zu Königsegg-Aulendorf, (* 9. Mai 1883 in Königseggwald; † 12. Dezember 1948 in Salzburg) war eine deutsche katholische Ordensfrau, Krankenschwester und Visitatorin der Vinzentinerinnen in Österreich. Die Widerstandskämpferin setzte sich während der Zeit des Nationalsozialismus offen gegen Zwangssterilisationen und Euthanasie ein.

## Leben und Wirken
Anna Bertha Königsegg wurde als zweites Kind der als Standesherren dem Hochadel zugehörigen Gräflichen Haus zu Königsegg-Aulendorf aus Aulendorf in Württemberg am 9. Mai 1883 in Königseggwald geboren. Sie wurde religiös erzogen und erhielt eine umfassende Bildung, sprach fließend Englisch, Französisch und Italienisch. Die vielfachen karitativen Werke ihrer streng katholischen Familie scheinen sie in ihrer Entscheidung, Nonne zu werden, bestärkt zu haben. Sie trat 1901 mit 18 Jahren in das Stammhaus der Vinzentinerinnen in Paris ein, wechselte 1903 nach Angers, erhielt dort eine Ausbildung zur Krankenschwester und legte sich 1906 den Ordensnamen Marcellina zu. Nach Ausbruch des Ersten Weltkriegs ging sie nach Italien, wurde 1921 Unterrichtsschwester und übernahm ab 1923 die Leitung der Turiner Krankenpflegeschule und des Spitals. Ihre Berufung zur Visitatorin in Salzburg erfolgte am 20. Oktober 1925. Sie widmete sich dort dem Aufbau einer Krankenpflegeschule.
Nach dem Anschluss Österreichs kam Königsegg mit den Nationalsozialisten in Konflikt, deren Vorstellungen von Rassenhygiene sie zutiefst ablehnte. Als Reaktion auf das Gültigwerden des Gesetzes zur Verhütung erbkranken Nachwuchses in Österreich am 1. Januar 1940 erteilte sie eine Dienstanweisung, die den rund 100 Barmherzigen Schwestern im Pflegedienst des Landeskrankenhauses untersagte, sich an Zwangssterilisationen zu beteiligen oder Ärzten bei diesen Eingriffen zu assistieren.

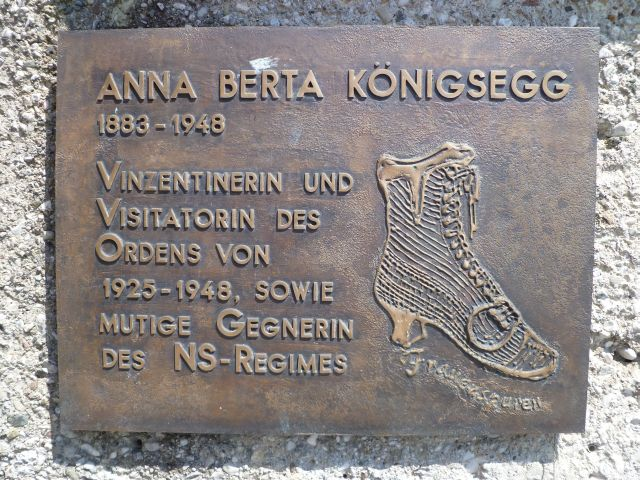
Gedenktafel für Anna Bertha Königsegg im Salzachgässchen 3 in Salzburg

Mitte August 1940 erhielt die von den Vinzentinerinnen geführte Versorgungsanstalt für psychisch Kranke und geistig Behinderte Schloss Schernberg bei Schwarzach die Benachrichtigung, dass die Kranken abzutransportieren seien. Angeblich würden die Betten für andere Patienten benötigt. Königsegg reagierte daraufhin mit einem Brief an den Reichsverteidigungskommissar. Sie machte darin deutlich, dass ihr klar war, dass ihre Patienten die „Verlegung“ nicht überleben würden und euthanasiert werden sollten. Sie bot an, die Kranken auf Kosten des Ordens weiterhin zu versorgen, und versuchte damit, die Verlegungen zu verhindern. Gleichzeitig teilte Königsegg mit, dass die Schwestern ihrer Kongregation jegliche Mitarbeit an diesen Aktionen verweigern würden, und übernahm dafür die volle persönliche Verantwortung, konnte jedoch den Abtransport der Patienten nicht verhindern. Sie wurde im September 1940 verhaftet, jedoch nach elf Tagen wieder freigelassen.
Als im April 1941 für siebzig behinderte Kinder aus Mariathal bei Kramsach die Verlegung befohlen wurde, setzte Königsegg den Gauleiter von einer neuen Dienstanweisung in Kenntnis. Sie hatte ihren Schwestern verboten, beim Ausfüllen der Fragebögen, Abholung oder Transport mitzuwirken. Dieses Schreiben löste ihre zweite Verhaftung aus und sie wurde wegen Sabotage amtlicher Befehle, Aufwiegelung und Unruhestiftung in der Bevölkerung zu elf Monaten Haft verurteilt. Die eingeschüchterten Schwestern in Marienthal leisteten dennoch passiven Widerstand und konnten zumindest einige der Pfleglinge retten. Am 16. April 1941 wurde sie neuerlich verhaftet und während ihrer Abwesenheit wurden die Pfleglinge von Schernberg unter Protesten der Schwestern in die NS-Tötungsanstalt Hartheim deportiert. Nur eine 17-köpfige Gruppe konnte rechtzeitig gewarnt werden, flüchtete in einen Wald und überlebte.
Die Nationalsozialisten versuchten, Königsegg zum Austritt aus dem Orden zu zwingen, jedoch blieb sie trotz Androhung der Verlegung in ein Konzentrationslager ihrem Gelübde treu. Sie wurde im April 1941 unter der Auflage, sich nur noch auf dem Schloss der Familie in Königseggwald aufzuhalten, freigelassen und unter die Aufsicht der Gestapo gestellt. Der Hausarrest endete erst mit Kriegsende und sie kehrte nach Salzburg in ihren Orden zurück. Sie gründete dort die Luisenschwesternschaft, eine katholische Laiengemeinschaft von Krankenschwestern, ehe sie am 12. Dezember 1948 verstarb.

## Gedenken
- In Salzburg erinnert die Anna Bertha Königsegg-Sonderschule für schwerstbehinderte Kinder sowie eine nach ihr benannte Straße in der Nähe des Friedhofs im Stadtteil Gnigl an die Verdienste der Ordensfrau.
- In Pforzheim trägt das Heilpädagogische Zentrum Anna-Bertha-Königsegg Schule den Namen der Widerstandskämpferin.
- Anna Bertha Königsegg ist zudem Namensgeberin für Haus Königsegg in Oberursel, ein Wohnheim für Menschen mit Beeinträchtigung.[3] Ihr Großneffe, Maximilian Erbgraf zu Königsegg-Aulendorf, nahm als Schirmherr und Ehrengast an der Eröffnung von Haus Königsegg am 9. Mai 2018 teil.

## Zitat
„Es ist nunmehr ein offenes Geheimnis, welches Los diese abtransportierten Kranken erwartet, denn nur zu oft langt kurz nach ihrer Überführung die Todesnachricht vieler derselben ein. ... Was wird das Ausland von uns denken, wenn ein so hochstehendes Kulturvolk, das die größten Siege der Weltgeschichte erringt, mitten in seinem Siegeslauf beginnt, sich selbst zu verstümmeln?“

## Filme
- Schwester Courage  – Anna Bertha Königsegg und ihr Widerstand gegen das NS-Regime[5] TV-Dokudrama (2019); Produktion: Metafilm, Buch und Regie: Klaus T. Steindl